# 田中宏幸 (ベーシスト)
田中宏幸（たなか ひろゆき、1960年8月25日 - 2006年9月1日）は大阪市東住吉区出身のベーシスト。血液型はO型。
身長166cm。

## 略歴
- 中学2年生の時に、小学校の同級生である影山ヒロノブ、高崎晃とロックバンドを結成。後に影山が通う高校の同級生の井上俊次と、高崎が通う高校の2年先輩の樋口宗孝が加わり、『レイジー』結成。
- 1977年2月、朝日放送の『ハロー・ヤング』に出演、ディープ・パープルの「BURN」を演奏。 かまやつひろしの目に留まり、デビューの誘いを受ける。
- 1977年、『レイジー』でデビュー。当時の愛称は「ファニー」。
- 1981年、『レイジー』解散。高崎晃、樋口宗孝、二井原実とともにヘヴィメタルバンド『LOUDNESS』（田中在籍時には名前は決まっていなかった）を結成するが、程なくして音楽の方向性の違いから離脱。
- 井上俊次とともに『ネバーランド』を結成。
- 『ネバーランド』解散後『HUMAN NATURE』を経て、1990年『AIRBLANCA』を結成。
- 1991年、『AIRBLANCA』解散。その後は音楽活動から離れる。
- 1993年、1994年、井上がプロデューサーを務めた「サイレントメビウス」のイメージサウンドトラックアルバムにベース、ボーカルでゲスト参加。
- 1998年、『レイジー』再結成。再結成後最初のシングル「ULTRA HIGH」のみ不参加。
- 2005年、「ANIME JAPAN FES 2005　影山ヒロノブと愉快な仲間たち復活祭」にて久々のライブ出演。LAZYの「真昼のメインストリート」、ネバーランドの「海岸通り」等を披露。結果的に、これが最後のステージになった。
- 2006年9月1日、急性心不全のため逝去。

## 楽曲提供
- 影山ヒロノブ「Last Lady」

## レコーディング参加作品（ベース）
- オムニバスアルバム『SUPER ROCK SUMMIT 〜天国への階段〜』(レッド・ツェッペリンカバーアルバム)「TRAMPLED UNDER FOOT」
- オムニバスアルバム『SUPER ROCK SUMMIT 〜RAINBOW EYES〜』(レインボーカバーアルバム)「STREET OF DREAMS」
- 影山ヒロノブ『I'm in you.』「愛には愛を」「ワイルド・フラワー」
- たがみよしひさの同名漫画のイメージアルバム『我が名は狼』（1985年／キングレコード） ※一部ボーカルと作曲も担当

## 歌唱参加作品
- 我が名は狼（たがみよしひさ原作のイメージアルバム／1985年／キングレコード）
  - Run on the Highway
  - Dreaming One Night～旅立ち（作曲も担当）
  - Good-Bye Memories（作曲も担当／石川みゆきとのデュエット）
  - 聖・Loneley Girl（作曲も担当）
  - Want You～素敵にアイして（石川みゆきとのデュエット）
  - Last Love Song
- Mobiuse Klein I～震撼（麻宮騎亜原作のイメージアルバム／1993年／バンダイミュージック）
  - The Ocean Flight～渡洋飛行～
- RETURN of the SILENT MOBIUS（麻宮騎亜原作のイメージアルバム／1993年／バンダイミュージック）
  - GO!
- 神様の言うとおり!（折原みと原作のイメージアルバム／1995年／日本コロムビア）
  - 天使の飛行船～A BOY & A GIRL～